# Platypalpus carteri
Platypalpus carteri är en tvåvingeart som först beskrevs av Collin 1926.  Platypalpus carteri ingår i släktet Platypalpus och familjen puckeldansflugor. Inga underarter finns listade i Catalogue of Life.